# ميرزا بيجيتش
ميرزا بيجيتش (بالسلوفينية: Mirza Begić)‏ مواليد 9 يوليو 1985 في بيه لينا، جمهورية البوسنة والهرسك الاشتراكية، جمهورية يوغوسلافيا الاشتراكية الاتحادية، هو لاعب كرة سلة سلوفيني. بدأ مسيرته الاحترافية في سنة 2003. يلعب في الدوري الأدرياتيكي كلاعب وسط.

## روابط خارجية
- ميرزا بيجيتش على موقع الاتحاد الدولي لكرة السلة (الإنجليزية)
- ميرزا بيجيتش على موقع الدوري الأوروبي لكرة السلة (الإنجليزية)
- ميرزا بيجيتش على موقع سبورتس رفرنس (الإنجليزية)
- ميرزا بيجيتش على موقع الدوري الإسباني لكرة السلة (الإسبانية)
- ميرزا بيجيتش على موقع كرة السلة الأوروبية.كوم (الإنجليزية)
- ميرزا بيجيتش على موقع DraftExpress.com (الإنجليزية)
- ميرزا بيجيتش على موقع ريلجم (الإنجليزية)
- ميرزا بيجيتش على موقع بروبوليرز (الإنجليزية)
- ميرزا بيجيتش على موقع سبورتس رفرنس (الإنجليزية)